# Ätstörning utan närmare specifikation
Ätstörning utan närmare specifikation, ÄS UNS, är en term inom psykiatrin för att beskriva en uppenbar ätstörning som inte passar in på någon av de etablerade diagnoserna. ÄS UNS är en del av DSM-IV.
I och med att den omfattar alla ätstörningar utan närmare specifikation kan den omfatta allt från en person som uppfyller alla kriterier för diagnosen anorexia nervosa förutom utebliven menstruation, till en person som lider av exempelvis ortorexi.